# St. Charles (Dakota del Sur)
St. Charles es un lugar designado por el censo ubicado en el condado de Gregory en el estado estadounidense de Dakota del Sur. En el Censo de 2010 tenía una población de 11 habitantes y una densidad poblacional de 21,56 personas por km².

## Geografía
St. Charles se encuentra ubicado en las coordenadas 43°5′17″N 99°5′42″O / 43.08806, -99.09500. Según la Oficina del Censo de los Estados Unidos, St. Charles tiene una superficie total de 0.51 km², de la cual 0.51 km² corresponden a tierra firme y (0%) 0 km² es agua.

## Demografía
Según el censo de 2010, había 11 personas residiendo en St. Charles. La densidad de población era de 21,56 hab./km². De los 11 habitantes, St. Charles estaba compuesto por el 81.82% blancos, el 0% eran afroamericanos, el 9.09% eran amerindios, el 0% eran asiáticos, el 0% eran isleños del Pacífico, el 0% eran de otras razas y el 9.09% pertenecían a dos o más razas. Del total de la población el 0% eran hispanos o latinos de cualquier raza.